# Robert Johnsen
Robert Jacob Johnsen (født 23. juni 1896 i København, død 31. august 1975 i Gentofte) var en dansk gymnast, som deltog i OL 1920.

## Gymnastikkarriere
Sammen med 19 andre danske deltagere deltog han i holdgymnastik efter frit system ved OL 1920 i Antwerpen. Kun to nationer stillede op, og Danmark fik 51,35 point på førstepladsen, mens Norge vandt sølv med 48,55 point.
Johnsen var desuden dansk flagbærer ved legenes åbningsceremoni.